# Lawrence Alexander Sidney Johnson
Lawrence Alexander Sidney Johnson, (26 de junio de 1925, Cheltenham, Sídney – 1 de agosto de 1997, St Leonards, Sídney) conocido por Lawrie Johnson, fue un taxónomo botánico australiano. Trabajó en el Real Jardín Botánico de Sídney, toda su carrera profesional, primero como botánico (1948 a 1972), Director (1972 a 1985) e Investigador Asociado Honorario (1986 a 1997).
Solo o en colaboración con colegas, distinguió y describió cuatro nuevas familias de fanerógamas, 33 nuevos géneros, y 286 especies nuevas (incluyendo a publicaciones póstumas), y reclasificado otras 395 especies.
De las familias que describió, Rhynchocalycaceae (con B.G.Briggs, 1985) se hab aceptado por la Angiosperm Phylogeny Group (APG); Hopkinsiaceae y Lyginiaceae, que él y Barbara G. Briggs propusieron en 2000, quedando afuera Anarthriaceae, no aceptada por la APG.
Lawrie Johnson sucumbe al cáncer en 1997.

## Algunas publicaciones

### Libros
- 1975. Report from the Committee on the Deterioration of Norfolk Island Pines on Metropolitan Beaches. Editor Forestry Commission of New South Wales, 64 pp.

- La abreviatura «L.A.S.Johnson» se emplea para indicar a Lawrence Alexander Sidney Johnson como autoridad en la descripción y clasificación científica de los vegetales.[1]